# Aleksej Es'kov
Aleksej Alekseevič Es'kov (in russo Алексей Алексеевич Еськов?; Groznyj, 23 giugno 1946 – Rostov sul Don, 20 marzo 2002) è stato un calciatore sovietico dal 1991 russo, di ruolo centrocampista.

## Statistiche

### Cronologia presenze e reti in Nazionale
| Cronologia completa delle presenze e delle reti in nazionale ― Unione Sovietica | Cronologia completa delle presenze e delle reti in nazionale ― Unione Sovietica | Cronologia completa delle presenze e delle reti in nazionale ― Unione Sovietica | Cronologia completa delle presenze e delle reti in nazionale ― Unione Sovietica | Cronologia completa delle presenze e delle reti in nazionale ― Unione Sovietica | Cronologia completa delle presenze e delle reti in nazionale ― Unione Sovietica | Cronologia completa delle presenze e delle reti in nazionale ― Unione Sovietica | Cronologia completa delle presenze e delle reti in nazionale ― Unione Sovietica |
| Data                                                                            | Città                                                                           | In casa                                                                         | Risultato                                                                       | Ospiti                                                                          | Competizione                                                                    | Reti                                                                            | Note                                                                            |
| ------------------------------------------------------------------------------- | ------------------------------------------------------------------------------- | ------------------------------------------------------------------------------- | ------------------------------------------------------------------------------- | ------------------------------------------------------------------------------- | ------------------------------------------------------------------------------- | ------------------------------------------------------------------------------- | ------------------------------------------------------------------------------- |
| 01/10/1967                                                                      | Mosca                                                                           | Unione Sovietica                                                                | 2 – 2                                                                           | Galles                                                                          | Amichevole                                                                      | -                                                                               |                                                                                 |
| 03/03/1968                                                                      | Città del Messico                                                               | Messico                                                                         | 0 – 0                                                                           | Unione Sovietica                                                                | Amichevole                                                                      | -                                                                               |                                                                                 |
| 07/03/1968                                                                      | León                                                                            | Messico                                                                         | 1 – 1                                                                           | Unione Sovietica                                                                | Amichevole                                                                      | -                                                                               | 33’                                                                             |
| 10/03/1968                                                                      | Città del Messico                                                               | Messico                                                                         | 0 – 0                                                                           | Unione Sovietica                                                                | Amichevole                                                                      | -                                                                               | 83’                                                                             |
| 20/02/1969                                                                      | Bogotà                                                                          | Colombia                                                                        | 1 – 3                                                                           | Unione Sovietica                                                                | Amichevole                                                                      | -                                                                               |                                                                                 |
| 25/07/1969                                                                      | Lipsia                                                                          | Germania Est                                                                    | 2 – 2                                                                           | Unione Sovietica                                                                | Amichevole                                                                      | -                                                                               |                                                                                 |
| 06/08/1972                                                                      | Solna                                                                           | Svezia                                                                          | 4 – 4                                                                           | Unione Sovietica                                                                | Amichevole                                                                      | -                                                                               | 46’                                                                             |
| Totale                                                                          |                                                                                 | Presenze                                                                        | 7                                                                               |                                                                                 | Reti                                                                            | 0                                                                               |                                                                                 |